# Dompierre-sur-Héry
Dompierre-sur-Héry este o comună în departamentul Nièvre din centrul Franței. În 2009 avea o populație de 75 de locuitori.

## Evoluția populației
| An        | 1975 | 1982 | 1990 | 1999 | 2006 | 2009 |
| --------- | ---- | ---- | ---- | ---- | ---- | ---- |
| Populație | 95   | 76   | 61   | 66   | 75   | 75   |